# Општина Скела (Галац)
Скела (рум. Schela) општина је у Румунији у округу Галац.
Oпштина се налази на надморској висини од 46 m.